# CB Marbella
El CB Marbella es un club de baloncesto de la provincia de Málaga, con sede en Marbella, con equipos de cantera y que juega en Tercera FEB durante la temporada 2024-25.

## Historia
El CB Marbella es el Club decano de la provincia de Málaga, fundado en 1975, disfrutando durante muchos años de baloncesto de primer nivel, con un equipo profesional disputando Liga EBA ya en los años noventa, cuando era la segunda categoría del baloncesto nacional.

### Liga EBA
En la temporada 2017-18, el club malagueño retorna de nuevo a la Liga EBA.
En la temporada 2018-19, el CB Marbella, queda en segunda posición del grupo D de Liga EBA y se clasifica para la fase final de ascenso a LEB Plata. Aunque no logra el ascenso deportivo, si obtiene una invitación de la FEB para participar la temporada siguiente en la liga LEB Plata.

### Liga LEB Plata
En la temporada 2019-20, el CB Marbella, debuta en Liga LEB Plata.Permanecerá en la categoría durante tres campañas, hasta la temporada 2021-22 que desciende a la liga EBA. Desde entonces permanece en esta categoría, actualmente denominada Tercera FEB.

## Instalaciones
El CB Marbella juega en el Pabellón Bello Horizonte "Carlos Cabezas", situado en el Camino Cristo, 25, 29600 Marbella, Málaga, con capacidad para 500 espectadores.

## Denominaciones
- CB Marbella (-2011)
- CB Marbella Rinker Boats Onda Cero (2015-2016)
- CB Marbella La Cañada (2016-2018)
- CB Marbella (2018-2022)
- Hospital Ochoa CB Marbella (2022-)

## Temporadas
| Temporada | Nivel | División     | Pos. | Postemporada                      | TR    | PO  |
| --------- | ----- | ------------ | ---- | --------------------------------- | ----- | --- |
| 1993-94   | 3     | 2.ª División |      | Ascenso                           | –     | –   |
| 1994-95   | 2     | Liga EBA     | 11.º | Fase permanencia (13.º)           | 9-17  | 1-3 |
| 1995-96   | 2     | Liga EBA     | 10.º | Fase permanencia (10.º)/ Descenso | 14-16 | 3-0 |
| 1996-97   | 4     | 2.ª División |      | Ascenso                           | –     | –   |
| 1997-98   | 3     | Liga EBA     | 12.º | PO permanencia (12.º)/ Descenso   | 6-20  | 4-4 |
| 1998-06   | –     | –            | –    | –                                 | –     | –   |
| 2006-07   | 5     | 1.ª División | 12.º | –                                 | 4-18  | –   |
| 2007-08   | 6     | 1.ª División | 4.º  | –                                 | 14-8  | –   |
| 2008-09   | 6     | 1.ª División | 6.º  | –                                 | 10-8  | –   |
| 2009-10   | 5     | 1.ª División | 3.º  | –                                 | 13-5  | –   |
| 2010-11   | 5     | 1.ª División | 3.º  | –                                 | 12-6  | –   |
| 2011-15   | –     | –            | –    | –                                 | –     | –   |
| 2015-16   | 6     | Provincial   | 8.º  | Cuartos final (8.º)/ Ascenso      | 13-11 | 1-2 |
| 2016-17   | 5     | 1.ª División | 6.º  | Ascenso                           | 16-10 | –   |
| 2017-18   | 4     | Liga EBA     | 2.º  | Fase final (8.º)                  | 22-6  | 2-1 |
| 2018-19   | 4     | Liga EBA     | 2.º  | Fase final (14.º)/ Ascenso        | 22-6  | 1-2 |
| 2019-20   | 3     | LEB Plata    | 16.º | –                                 | 14-11 | –   |
| 2020-21   | 3     | LEB Plata    | 6.º  | Cuartos final (8.º)               | 14-12 | 1-3 |
| 2021-22   | 3     | LEB Plata    | 14.º | Descenso                          | 7-19  | –   |
| 2022-23   | 4     | Liga EBA     | 10.º | –                                 | 8-14  | –   |
| 2023-24   | 4     | Liga EBA     | 8.º  | –                                 | 11-13 | –   |
| 2024-25   | 4     | Tercera FEB  | 3.º  | –                                 | 17-7  | –   |

## Entrenadores
- 2017-2019  Francis Tomé
- 2019  Javier Florido
- 2019-2022  Rafael Piña
- 2022  Pablo García
- 2022  Manolo Povea
- 2022-2023  Alfredo Aicardi
- 2023-Actualidad  Rai López

## Presidentes
- 2017-Actualidad  Enrique Agüera

## Jugadores destacados
| - Pape Sow - Ricardo Guillén - Juan Pedro Jiménez - Lucas Hausman - Evan Maxwell - Tyler Desrosiers - Charles Knowles - Bruno Diatta - Pablo Imbroda - Bakary Konate - Alejandro Navajas - Martyce Kimbrough - Kenan Karahodžić | - Taylor Cameron - Adrián Fuentes Fidalgo - Ismael Tamba - David Knudsen - Jeffrey Godspower - Luka Majstorovic - Pablo Ibáñez - Devin Wright - Shaquillo Fritz - Bogdan Nedeljkovic - Lazar Mutic - Federico Giarraffa - Sidiki Koné |